# 東村立東小中学校
東村立東小中学校（ひがしそんりつひがししょうちゅうがっこう）は、沖縄県国頭郡東村字川田に所在する公立（村立）の小中併置校。東村立東小学校と東村立東中学校が併置しているほか、東村立東幼稚園とも併置している。

## 概要
同校は、東村立東幼稚園・東村立東小学校・東村立東中学校が併置している幼小中の併置校であるため、正式名称では無いが、東村立東幼小中学校と呼ぶことがある。

## 沿革
- 1888年（明治21年) - 久志間切平良村にて平良尋常小学校が創立される。
- 1907年（明治40年）- 久志村川田に移転。川田尋常小学校と改称する。
- 1908年（明治41年）- 久志村高江小浜ノ上に高江分校を設置する。
- 1912年（明治45年）- 高江分校が久志村新川に移転する。
- 1916年（大正8年）- 高等科を併置。川田尋常高等小学校に改称する。
- 1922年（大正12年）- 久志村から東村が分離独立。東尋常高等小学校に改称する。
- 1940年（昭和16年）- 国民学校令により、東国民学校と改称する。
- 1943年（昭和19年）- 東国民学校高江分校が分離独立し、高江国民学校として開校する。
- 1945年（昭和20年）- 沖縄戦により校舎が全焼する。
- 1946年（昭和21年）- 東初等学校に改称し、東幼稚園を併設[1]。
- 1947年（昭和22年）- 東実業高等学校が設立される。
- 1948年（昭和23年）- 東初等学校を東初等学校と東中等学校に分離、東実業高等学校を廃止し、東中等学校に移籍[2]。
- 1951年（昭和26年）- 石積瓦葺校舎が竣工。
- 1952年（昭和27年）- 東初等学校が東小学校に、東中等学校が東中学校に改称[3]。
- 1957年（昭和32年）- 東小学校と東中学校とが併置となる。
- 1958年（昭和33年）- 東小中学校として創立70周年記念式典が挙行。校旗が樹立され、現在の校歌が制定。
- 1996年（平成8年）- 中学校新校舎完成。
- 2000年（平成12年）- 小学校新校舎落成。
- 2004年（平成16年）- 第42回沖縄タイムス教育賞を受賞する（へき地教育）。
- 2015年（平成27年）- 文部科学省「道徳教育の抜本的改善・充実に係る支援事業」研究指定（1年次）。
- 2016年（平成28年）
  - 文部科学省「道徳教育の抜本的改善・充実に係る支援事業」研究指定（2年次）。
- 2017年（平成29年）
  - 3月31日 - 東村内の中学校3校に統合により、旧東村立東中学校が廃校。
  - 4月1日 - 東村立東中学校が開校。

## 在籍者数
2022年（令和4年）5月16日現在
- 教員数:幼稚園3名・小中学校33名。

### 幼稚園
| クラス | -  |
| ------ | -- |
| 学級   | 1  |
| 園児   | 13 |

### 小学校
| 学年 | 1年 | 2年 | 3年 | 4年 | 5年 | 6年 | 合計 |
| ---- | --- | --- | --- | --- | --- | --- | ---- |
| 学級 | 1   | 1   | 1   | 2   | 1   | 1   | 7    |
| 児童 | 10  | 9   | 15  | 7   | 12  | 7   | 60   |

### 中学校
| 学年 | 1年 | 2年 | 3年 | 合計 |
| ---- | --- | --- | --- | ---- |
| 学級 | 1   | 1   | 1   | 3    |
| 生徒 | 7   | 13  | 9   | 29   |

## アクセス
- 東村コミュニティバスで、「川田」停留所下車後、
  - 高江売店前行のりばから、徒歩約185m・約3分。
  - 村役場・名護・大宜味方面行のりばから、徒歩約255m・約4分。

## 学校周辺
- 川田公民館 - 敷地が隣接
- 川田区売店
- 沖縄県道70号国頭東線
- 太平洋